# En nøgen kvinde sætter sit hår foran et spejl
En nøgen kvinde sætter sit hår foran et spejl
(ofte blot Kvinde foran et spejl
eller med den gamle titel En nøgen fra ryggen set kvinde sætter sit hår foran et spejl) er et oliemaleri fra 1841 af den danske guldaldermaler C.W. Eckersberg. Maleriet findes på Den Hirschsprungske Samling i København.
Det lille billede bliver betragtet som et af Den danske guldalders hovedværker, og er ligeledes blandt Den Hirschsprungske Samlings 20 vigtigste værker.
Den kvindelige model hed Florentine. Hun blev under samme session malet af flere af Eckersbergs elever. To elevmalerier med samme motiv kendes af eftertiden.
Motivet er — som titlen antyder — en rygvendt kvinde i færd med et dagligdags gøremål.
Dette motiv har været benyttet af andre danske malere, eksempelvis Vilhelm Hammershøi, hvor der dog ikke er tale om et nøgenmaleri.
Eckersbergs maleri har været brugt som forsidemotiv på flere bogudgivelser, og det er blevet kaldt "det mest populære guldaldermaleri".

## Beskrivelse
Maleriet viser en rygvendt kvinde med bar overkrop ved et ovalt indlagt mahognifarvet indrammet spejl, der spejler hendes ansigt og det øverste af hendes bryst.
Hendes venstre hånd støtter med knoerne på et grønt møbel i billedets venstre side — vel nok et toiletbord.
På møblet står en æske med åbent låg.
Højre hånd har hun løftet og ført til håret, der er brunt og stramt sat op med midterskilning og nakkeknude (chignon).
Hendes store røde venstre øremusling har en guldglinsende ørenring. Højre ørenring ses også, dog ikke i spejlingen, ligesom frisuren også er anderledes i spejlet.
Hovedet er drejet lidt til venstre og sænket.
Kvindens underkrop er draperet med et hvidt klæde, som falder tilpas meget ned over hendes bagdel så den intergluteale kløft anes.
Højre ben synes at være lidt bøjet opad i contrapposto.
Kvinden er placeret forskudt til venstre i forhold til billedets midterlinje, hvorimod spejlet er placeret til højre.
Det ovale spejl spejler hendes ansigt omtrent midt i spejlet.
Spejlet genspejler den øverste del af kvindens barm.
Kvindens løftede højre arm dækker for dele af spejlbilledet så man ikke kan se den nederste del af ansigtet.
I spejlbilledet ses, at kvinden ikke betragter sig selv i spejlet, men har blikket rettet nedad til venstre mod æsken.
Der er ingen øjenkontakt med beskueren.
Lys falder ind fra venstre side således at kvindens venstre side er lys, specielt venstre skulder, mens højre side af kroppen og højre arm ligger i skygge.
Venstre skulderblad og rygsøjlens kløft kaster skygge på kvindens ryg.
Venstre arms skygge falder på venstre talje, så taljen ved første øjekast virker snævrere end den egentlig er.
Væggen, som spejlet hænger på, er grålig og ensfarvet, dog med nogen tekstur. I billedets venstre side falder en skrå skygge på væggen og den lægger væggens venstre del i mørken. Nederst til højre i billedet ses et panel i højde med kvindens lår.
I spejlbilledet ser man en lukket dør.
Billedet måler 33,5 x 26 centimeter.
Der er ingen signatur eller datering på kunstværket.

## Baggrund
C.W. Eckersberg var professor på kunstakademiet og havde i 1833 efter fransk forbillede indført, at eleverne kunne male efter kvindelige nøgenmodeller.
Han havde bolig på Charlottenborg i stueetagen ud til Kongens Nytorv. Eckersbergs store atelier lå i den sydlige risalit.
Det var sædvanligvis herfra at Eckersberg malede sammen med sine elever,
og maleriet med den rygvendte kvinde stammer fra en seance i sensommeren 1841. Modellens navn var Florentine, og hun stod model fra den 12. juni til den 16. september.
Den stilling hun indtager i Eckersbergs maleri, tegnede og malede han og eleverne efter fra 9. august til 16. september.
To af elevernes malerier kendes.
Der er tale om et af Ludvig August Smith og et af Sally Henriques.
De andre elever var Carl Dahl, H.J. Hammer og Sally Henriques' bror Nathan Henriques.
Kompositionen i de to kendte elevarbejder er langt hen ad vejen den samme. Henriques maler dog ryggen noget mere s-formet, og der er forskel på hvordan ansigtet dækkes af højre arm, og i hvilken vinkel armen holdes. Farveholdningen synes også at være forskellig.
Kvindens ryg i Ludvig August Smiths maleri har en holdning, der mere følger Eckersberg end Henriques.
I modsætning til Eckersberg har Smith malet kvinden stort set i midten af billedet og spejlbilledet er beskået.
I Eckersbergs maleri har spejlbilledet en større vægt.
Ud fra vinklerne i billederne kan man slutte at Eckersberg har reserveret den bedste plads til sig selv, mens Smith har stået ved Eckersbergs højre side og Henriques yderst til højre.
For begge elevarbejder ser man en halskæde ved kvindens venstre hånd og en flakon. Fra væggen hænger et draperet tæppe.
Henriques og Smiths' malerier er noget større end Eckersbergs lille billede. Henriques er 88 x 62 cm, mens Smiths er hele 120 x 93 cm.
Eckersberg udførte forstudiet Ung pige som sætter sit hår. Det er malt mellem den 9. august og 11. september 1841, og man ser den færdige komposition i bly og lavering.
Dette billede er af samme størrelse som det kendte maleri.
Stillingen som Florentine stod i, genbrugte Eckersberg år senere i juli 1850 til en tegning med bly og sepia og betitlet Stående model der sætter sit hår.
Den kvindelige model står i contrapposto med højre hånd ført til håret med nakkeknude som i oliemaleriet fra 1841.
Den nøgne model er dog ikke draperet og Eckerbergs synspunkt er helt anderledes, så kvinden står i profil og er set fra højre side.
Den første stilling, som Florentine indtog under sommersession i 1841, kendes fra et maleri af L.A. Smith.
Her er modellen siddende, topløs, med underlivet draperet og ansigtet i profil.

## Analyse
Billedet af den rygvendte kvinde optaget af sit toilette er en intim hverdagsscene. Billedets private atmosfære understreges af de dæmpede farver, såvel som den effektfulde måde hvormed Eckersberg formår både at afsløre og dække kvindes intimitet ved hjælp af spejlkanten og klædet svøbt om hendes hofter. Man fornemmer, at kvinden føler, at hun er alene og måske ser beskueren gennem nøglehullet i døren bag hende.
Modellens positur rækker tilbage til antikke græske idealer, som man ser det i skulpturen Venus fra Milo.
Maleriet har da også været kaldt den "Hirschsprungske Venus",
og viser med Marianne Saabyes ord "[klassisk] ro og ynde".
Venus fra Milo blev fundet i 1820,
og akademiet havde nogle år efter, i slutningen af 1820'erne, anskaffet en afstøbning.
Fraværet af øjenkontakt til beskueren i En nøgen kvinde sætter sit hår foran et spejl ses i flere af Eckersbergs andre nøgenmalerier.
Det gælder Kvindelig modelstudie. Florentine fra 1840, Nøgen kvinde i færd med at drage sine tøfler på fra 1843 og En ung pige, som klæder sig af fra 1844 samt Kunstakademiets fem nøgenmalerier fra 1837.
I studiet af Florentine fra 1840 ser man hende udækket forfra og den fraværende øjenkontakt er blevet fortolket som "en udtalt diskretion" fra Eckersbergs side over for den kvindelige model.
Et andet gennemgående træk ved Eckersbergs modelstudier fra 1830'erne og 1840'erne er lysindfaldet fra billedets venstre side. Det er uanset hvordan modellen er drejet.
Neela Struck har bemærket geometriske mønstre i billedet. Udover det opretstående rektangulære format er det spejlets ovale form og trekanten der udgøres af venstre arm og dets skygge på kroppen samt trekanten ved den bøjede højre hånd.
Hun mener at "intetsteds ses det tydligere end i dette billede, hvordan Eckersberg forbandt sin interesse for billedets love, for matematik og geometri, med sin interesse for studiet af den nøgne kvindekrop."
Eckersbergs billede er ikke det eneste populære danske maleri af en rygvendt kvinde.
Senere malere har også benyttet motivet.
Måske mest kendt af Vilhelm Hammershøis billeder af hans kone Ida Hammershøi.
Her lader maleren ligesom Eckersberg kvinden være i færd med dagligdags gøremål,
dog udgør kvinden kun en mindre del af interiørmaleriet og hun er fuldt påklædt.
Eksempler er Interiør, ung kvinde set fra ryggen og Stue i Strandgade med solskin på gulvet.
For Interiør, ung kvinde set fra ryggen gælder det at kvinden står tæt op ad væggen, at hovedet er drejet og håret sat op så nakken er synlig og at dele af væggens panel er synlig.
Anna Anchers Pigen i køkkenet og Interiør har også den rygvendte kvinde som motiv.
Endelig er der Poul Ekelunds maleri Stående figur. Kvinde set fra ryggen 1/2 figur fra 1974 der viser stærk inspiration fra Eckersbergs maleri. Ekelunds maleri indgår i Statens Museum for Kunsts samling.

## Proveniensog udstillingshistorie
Eckersberg solgte En nøgen kvinde sætter sit hår foran et spejl i 1843, da Bertel Thorvaldsen var forbi atelieret på Charlottenborg sammen med baronesse Christine Stampe den 9. februar.
Hun købte det for 20 Specier.
"Fru Stampe fik den lille halve nøgne Figur af Florentine" skrev Eckersberg i sin dagbog og dagen efter "Fru Stampe sendte 20 Specier for den lille quindelige Figur med blottet Ryg ved sit Toilet."
Senere kom det i grosserer Heinrich Hirschsprungs ejerskab,
og blev som sådan registreret i Emil Hannovers Eckersberg-katalog fra 1898.
Det var efter, at Hirschsprung havde erhvervet det i 1895 fra fru Nanna Holtum.
Maleriet har været udstillet flere gange og ført til katalog: Eckersberg-udstillingen i Kunstforeningen i 1895 (katalognummer 293), Hirschsprung 1902 og London 1907 (166).
Det indgik i udstillingen Den nøgne guldalder der vistes på Den Hirschsprungske Samling fra den 8. september til den 27. november 1994.
Her blev det udstillet med den tilhørende skitse og L.A. Smiths parallelle maleri.
Det nævnes endda i udstillingskatalogets forord at kimen til udstillingen lå i de spørgsmål der rejste sig på grund af usikkerheden ved dateringen og fraværet af Eckersbergs signering.
I 2013 var maleriet sammen med 69 andre værker fra Den Hirschsprungske Samling udlånt til Hamburger Kunsthalle.
Det skete under titlen Denmark's Breakthrough to Modernism. The Hirschsprung Collection from Eckersberg to Hammershøi.
Det indgik ikke i Statens Museum for Kunsts store Eckersberg-udstilling i 2015, Eckersberg - En smuk løgn, men blev dog gengivet og analyseret i udstillingens tilhørende bog.
I visse værker ser man maleriet dateret til ca. 1837.
Det skyldes øjensynlig Emil Hannovers formodning i hans bog Maleren C.W. Eckersberg: En Studie i dansk kunsthistorie, hvor han skrev om maleriet: "Synes malet omtrent samtidig med de kvindelige Modelstudier (...), som tilhører Kunstakademiet."
I nyere autoritative værker fra Den Hirschsprungske Samling angives dog året 1841.
Korrektionen kom i stand efter man op til udstillingen Den nøgne guldalder i 1994 havde nærlæst Eckersbergs dagbøger og materiale fra Kunstakademiets arkiv.
Eleven Ludvig August Smiths parallelmaleri Kvindelig model foran et spejl indgår i Loeb Danish Art Collection.
Eckersbergs studie i bly og lavering er på Nasjonalgalleriet i Oslo,
mens tegningen fra 1850, hvor den kvindelige model står i Florentines positur, var i privateje, da den blev katalogiseret til udstillingen Den nøgne guldalder.
L.A. Smiths maleri af den siddende Florentine fra sommeren 1841 blev solgt på Arne Bruun Rasmussen Kunstauktion i 1984.

## Vurdering
Maleriet er nu en del af Den Hirschsprungske Samling, hvor det er på listen for museets 20 hovedværker.
Museets tidligere direktør, Marianne Saabye, har kaldt det "et af de internationalt set berømteste danske kunstværker".
Andre end museet har sat kunstværket højt:
Hans Edvard Nørregård-Nielsen anser det som et af periodens danske hovedværker,
mens Uwe Max Jensen har kaldt det "det mest populære guldaldermaleri, der findes, og et af dansk malerkunsts mesterværker".
Rejseguiden The Rough Guide to Copenhagen nævner maleriets navn som et af blot fire malerier under bogens omtale af Den Hirschsprungske Samling.
Sally Henriques langt mindre kendte maleri med det samme motiv som Eckersbergs maleri blev solgt hos Bruun Rasmussen for 520.000 kroner i 2002. Auktionshuset skrev et par år senere, at Eckersbergs udgave var "ikke alene Eckersbergs mest berømte nøgenmodel-studie, men hører til blandt kunstnerens mest berømte værker i det hele taget".

## Anvendelse
Man har set det populære maleri brugt til bogforsider. Både Patricia G. Bermans danske Nyt lys over 1800-tallets danske maleri og engelske In Another Light: Danish Painting in the Nineteenth Century benytter billedet.
Maleriet er også gengivet på forsiden af Den nøgne guldalder, — kataloget der blev udgivet i forbindelse med Den Hirschsprungske Samlings kunstudstilling i 1994, hvor modelbilleder fra Eckersberg og hans elever vistes.
Kunstværket er kaldt "et maleri med underspillet erotik", og dets erotiske antydninger betød at det i første omgang blev censuret af Facebook da en turistorganisation i 2015 ønskede at benytte et billede af maleriet i en annonce på det sociale medie. Facebook angav som grund til censuren: "Vi tillader ikke billeder eller videoer, der antyder nøgenhed gennem f.eks. sløring eller beskæring. Sådanne annoncer er ømtålelige og fremkalder typisk negative reaktioner fra seere."
Facebook indrømmede dog senere, at censuren var en fejl og tillod at billedet kunne benyttes i en annonce på sitet.
Den Hirschsprungske Samling sælger en reproduktion af maleriet.
Kopien er større end originalen.